# Язикова вена

Язикова вена (лат. v. lingualis) — венозна структура, що збирає венозну кров з тканин язика, піднижньощелепної і під'язикової залоз, а також м'язів діафрагми рота.

## Топографія
Формується з венул в товщі язика та під'язикової вени, по дорзальній (нижній) поверхні прямує вздовж язикової артерії та впадає в внутрішню яремну вену.
Притоки:
- Під'язикова вена
- Глибока язикова вена
- Дорсальні язикові вени
- Надпід'язикова вена
- Супровідна вена під'язикового нерва (залежно від індивідуальних анатомічних особливостей)[1]

## Клінічне значення
Язикові вени мають властивість швидко абсорбувати лікарські речовини (наприклад нітрогліцерин при приступах стенокардії) (див. Сублінгвальне застосування лікарських засобів).